# Joan Smith Sinnot

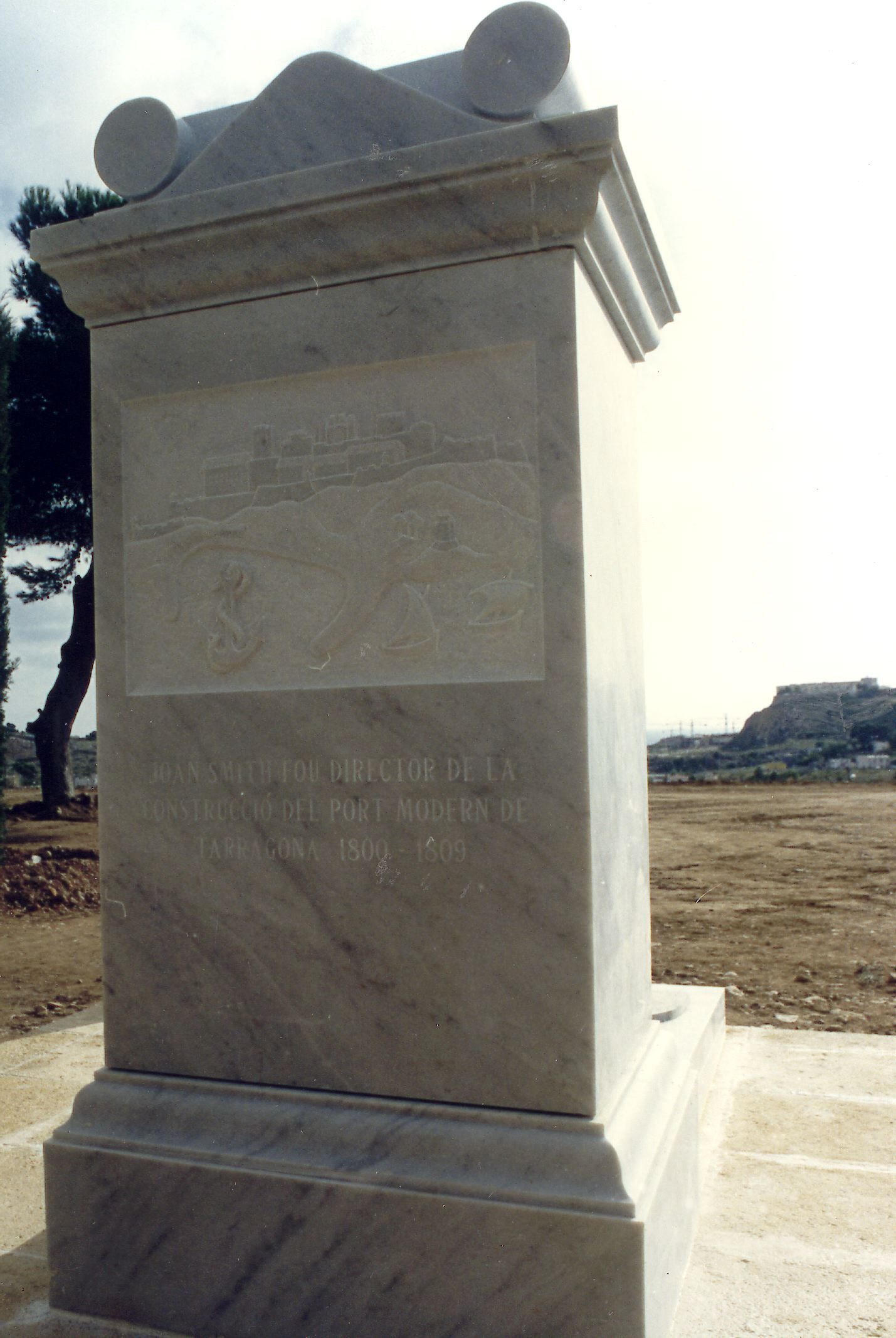
Mausoleu dedicat a Joan Smith al cementiri de Tarragona

Joan Smith Sinnot (Irlanda, 1756 - Tarragona, 17 de març de 1809) fou un enginyer de Marina, conegut pel seus projectes realitzats al Port de Tarragona.

## Biografia
El 1799 tenia la graduació de brigadier de l'Armada. Aquest mateix any 1799 va ser nomenat director de les obres d'ampliació del Port de Tarragona, tot i que no prengué possessió del seu càrrec fins uns dies més tard. El seu projecte seguia la proposta inicial de Juan Ruiz de Apodaca, encara que modificada i ampliada.
Smith va ser l'artífex de la visita del rei Carles IV a la ciutat de Tarragona el mes de novembre de l'any 1802. Va ser també qui va negociar amb l'arquebisbe Mon i Velarde la construcció d'una canonada per portar aigua al port i subministrar-ne als vaixells.
A més, va ser el promotor i el dissenyador de la Nova Població de la Marina a la Part Baixa de la ciutat de Tarragona i de les fortificacions que l'havien de protegir.
Fou també un dels fundadors de l'Escola de Nàutica de Tarragona i el responsable d'haver-hi introduït la vacuna contra la varicel·la.
L'any 1807, Smith va ser ascendit a Cap d'Esquadra de l'Armada, càrrec que li comportà el seu trasllat a Cartagena per desenvolupar la nova tasca a la Comandància d'Enginyers d'aquell departament. Un any després, el mes de maig de 1808, va ser nomenat governador interí de Tarragona, i el mes d'agost, corregidor. Va prendre possessió del càrrec el 23 d'octubre, fins a la seva mort el 17 de març del 1809, a causa d'una malaltia infecciosa.
Va ser enterrat al cementiri de la ciutat de Tarragona, la construcció del qual també havia promogut. L'any 1993, l'Autoritat Portuària de Tarragona, tingué cura de traslladar les seves restes a un mausoleu construït per l'arquitecte Josep Maria Milà Rovira, amb la làpida de la seva antiga sepultura, que conté aquesta inscripció: “IL. D. JOAN SMITH, MILITUM. TRIBUNO ARTIFIALIS PORTUS TARRAC. DIREC.“ A la cara posterior del monument s'hi va col·locar un baix relleu obra de l'escultor tarragoní Bruno Gallart, on apareix la ciutat i el port en època de l'enginyer Smith.
Tarragona té també un carrer al seu nom a la Part Baixa de la ciutat i el seu bust s'erigeix al capdamunt de la façana de l'Ajuntament.